# Stijn Boersma
Stijn Boersma (10 februari 1995) is een Nederlands wielrenner en baanwielrenner. Boersma komt uit in de C3 klasse van het para-cycling.

## Belangrijkste resultaten
2017
- Nederlands kampioenschap wegwedstrijd C1-C3

2018
- Nederlands kampioenschap wegwedstrijd C1-C3
- Nederlands kampioenschap tijdrijden C1-C3
- 8e Wereldkampioenschappen baanwielrennen para-cycling achtervolging
- 7e Wereldkampioenschappen para-cycling wegwedstrijd

2019
- 6e Wereldkampioenschappen baanwielrennen para-cycling achtervolging